# Holbæk Amt
Holbæk Amt bestod efter 1660 af amterne Kalundborg Amt, Sæbygård Amt, Dragsholm Amt og Holbæk Amt. De tre første styredes sammen allerede i 1671, og i 1793 forenedes de alle fire under navnet Holbæk Amt; Købstæderne Holbæk, Kalundborg og Nykøbing Sjælland kom dog først under amtets styrelse i 1800.
I det danske nummerpladesystem havde Holbæk Amt bogstavet C fra 1903 til 1958, og da systemet i dette år blev omlagt, fik Holbæk CA, Nykøbing Sjælland CE, Kalundborg CM og Tranebjerg (Samsø) CR.
Samsø blev i 1970 overflyttet til Århus Amt, mens den resterende del blev lagt sammen med Sorø Amt til Vestsjællands Amt.

## Amtmænd
- 1657 – 1661: Erik Ottesen Banner
- 1661 – 1662: Henrik Thott
- 1662 – 1664: Henning Pogwisch
- 1664 – 1671: Johan Christopher von Körbitz (kun Merløse Herred)
- 1664 – 1664: Henrik Müller (kun Tuse Herred)
- 1664 – 1672: Jørgen Bielke (kun Tuse Herred)
- 1671 – 1683: Jørgen Bielke
- 1683 – 1707: Tage Thott
- 1707 – 1727: Johan Christopher von Schönbach
- 1727 – 1751: Frederik Adeler
- 1751 – 1768: Joachim Hartwig Johann von Barner
- 1768 – 1770: Eiler Christopher von Ahlefeldt
- 1770 – 1771: Carl Adolph Rantzau
- 1771 – 1781: Bartholomæus de Cederfeld
- 1781 – 1804: Michael Herman Løvenskiold
- 1804 – 1808: Frederik Adeler
- 1808 – 1811: Christian Cornelius Lerche
- 1811 – 1815: Herman Løvenskiold
- 1815 – 1831: Frederik Christian Julius Knuth
- 1831 – 1848: Mathias Vilhelm Moltke
- 1848 – 1848: Peter Georg Bang
- 1848 – 1849: Fritz Brun (konstitueret)
- 1849 – 1867: Christian Pløyen
- 1873 – 1886: C.L.A. Benzon
- 1886 – 1898: Carl Steen Andersen Bille
- 1899 – 1900: Nicolai Reimer Rump
- 1900 – 1906: Vilhelm Peter Schulin
- 1906 – 1915: Emil Ammentorp
- 1915 – 1942: Poul Christen Saxild
- 1942 – 1960: Henrik de Jonquières
- 1960 – 1970: Mogens Julius Clausen